# Льойташ (каньйон)
47°25′42″ пн. ш. 11°14′47″ сх. д. / 47.4282° пн. ш. 11.2464° сх. д.

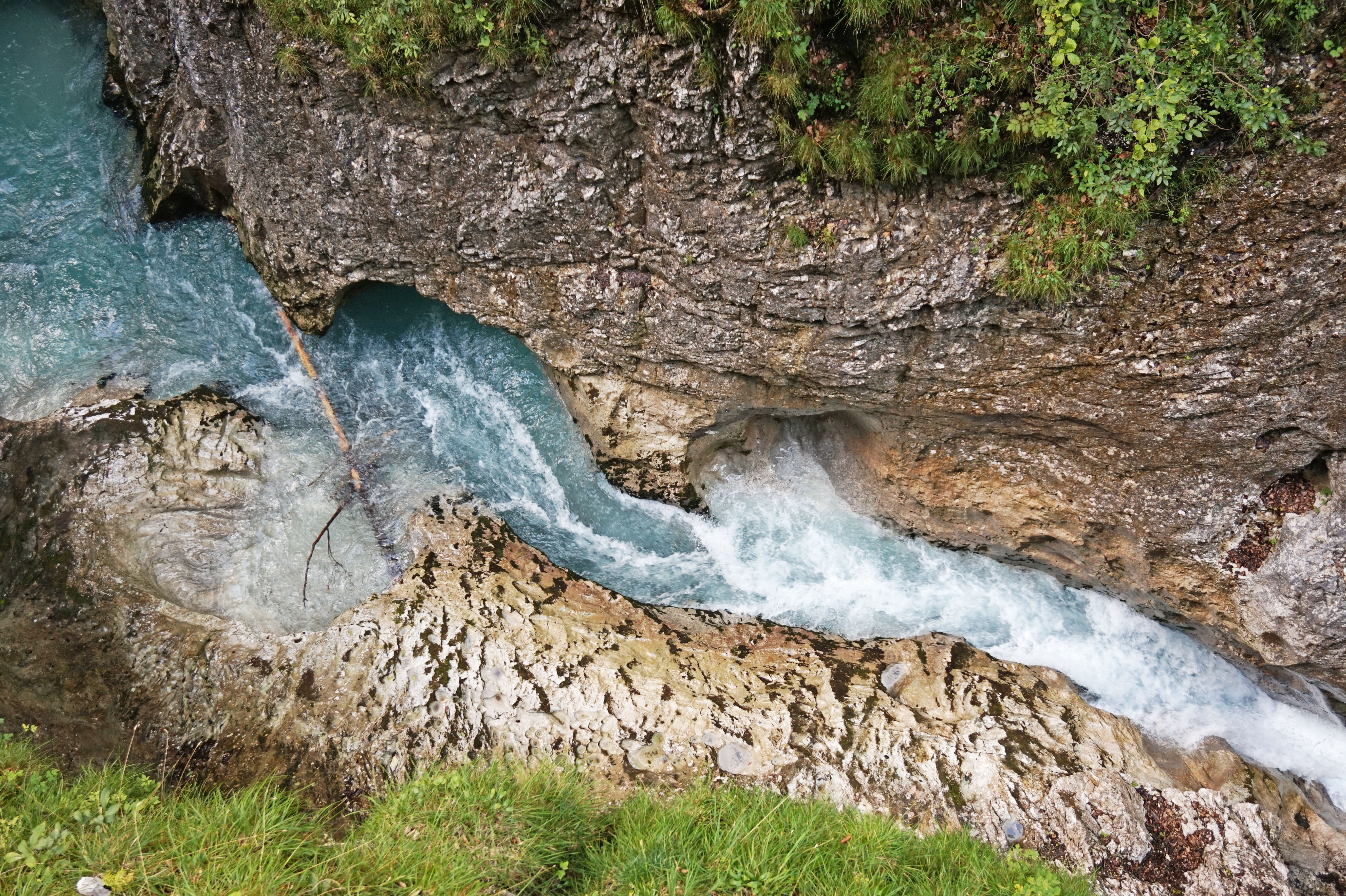
Каньйон Льойташ

Каньйон Льойташ (нім. Leutaschklamm або Льойтаський каньйон привидів (нім. Leutascher Geisterklamm) — каньйон поблизу селищ Міттенвальд та Унтерльойташ у баварсько-тірольському прикордонному районі, через який протікає річка Льойташер Ахе. Він має дуже круті стіни і не був відкритий для туристів до 2006 року. Щоб відкрити каньйон для відвідувачів, реалізували спільний австро-німецький проєкт вартістю 1,4 мільйона євро, підтриманий ЄС, в рамках якого побудовано сталеві доріжки та мости на ділянці завдовжки 970 метрів. При загальній довжині 1650 метрів, каньйон є найдовшим доступним для публічного відвідування каньйоном у Східних Вапнякових Альпах. Каньйон відкрили для туристів 24 травня 2006 р.

## Маркетинг
У межах туристичного проєкту ущелину рекламують як рай для сімейного відпочинку — це Geisterklamm («Каньйон привидів») у поєднанні з Koboldpfad («Шлях Кобольда»). В околицях розміщено 40 інформаційних дощок про міфи, геологію, флору та фауну, а також дух із підморгуючими очима та кольорові звук-орієнтовані ігри. Доріжки прокладені горизонтально скрізь, де це можливо, і побудовані таким чином, що по них можна рухатись без обладнання для скелелазіння. Будь-якому ускладненню, спричиненому різницею висот понад 50 метрів місцями між доріжкою та дном ущелини, передбачається протидіяти надійним дизайном доріжки.
Крім того, в ущелині є коротка стежка до водоспаду.
Каньйон Льойташ в основному відкритий цілий рік, за винятком випадків сильних снігопадів. Прогулянка ущелиною безкоштовна; лише відгалуження до водоспаду є платним.

## Галерея

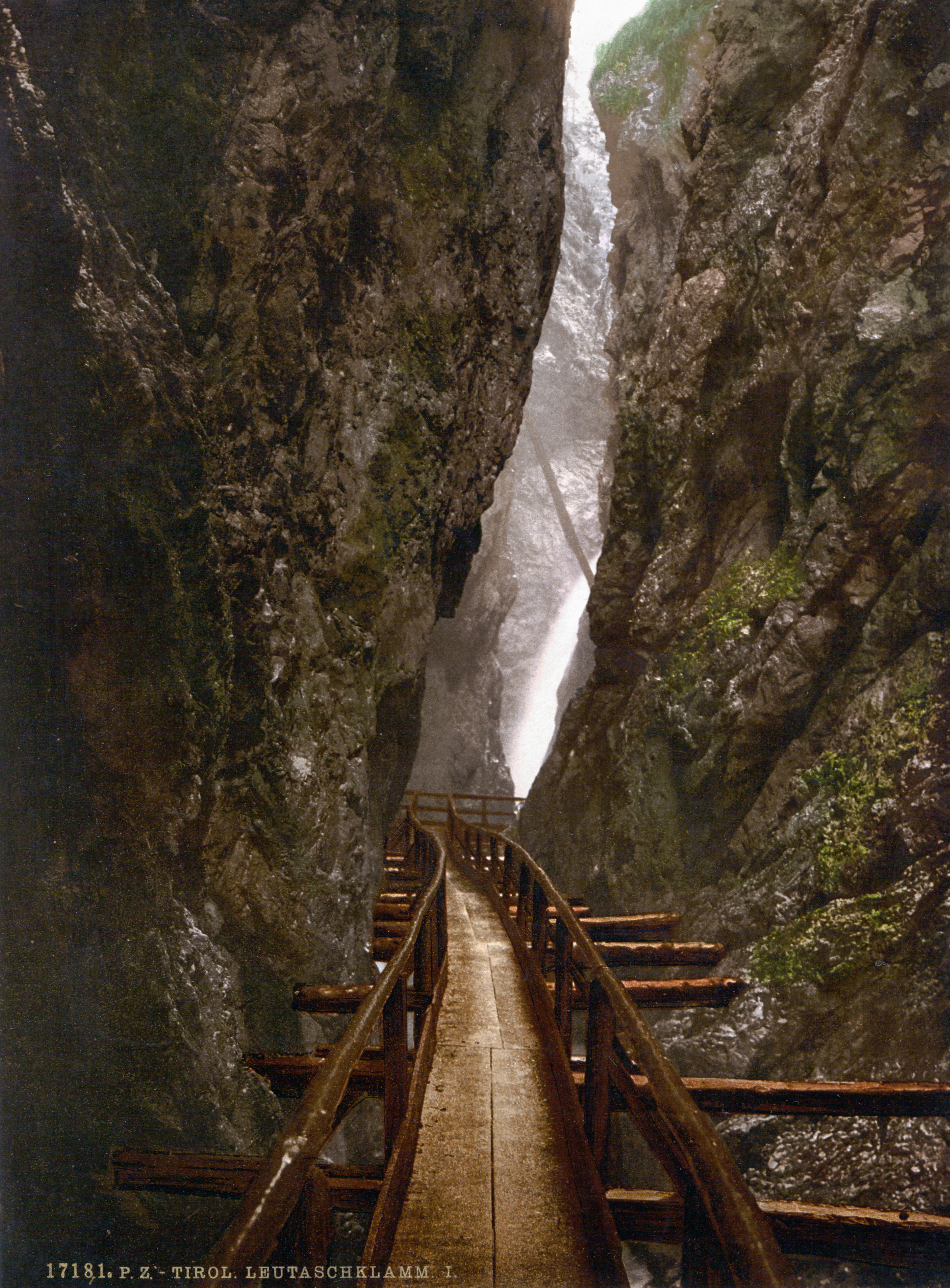
Каньйон Льойташ бл. 1900 року
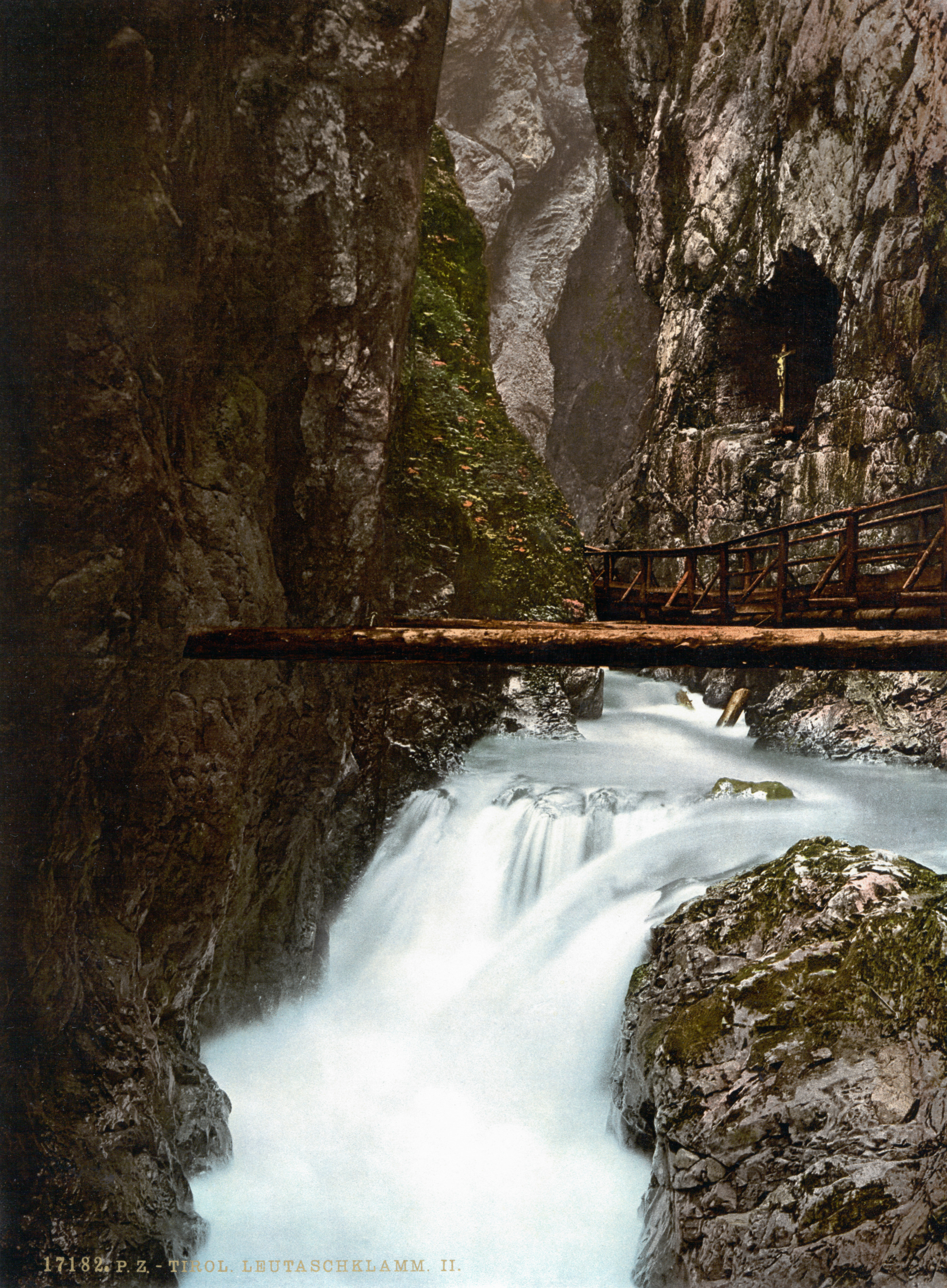
Каньйон Льойташ бл. 1900 року
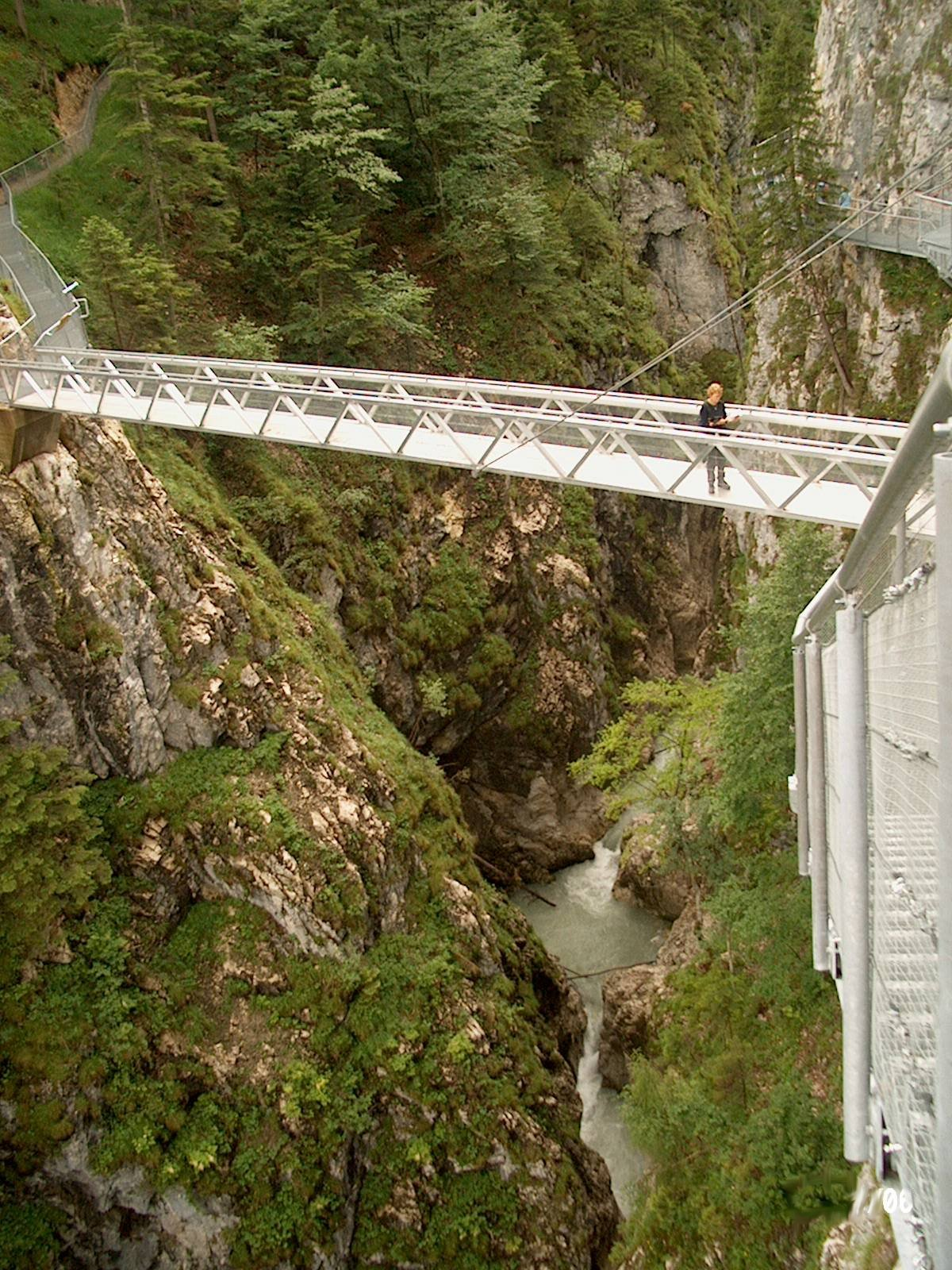
Панорамний міст через каньйон
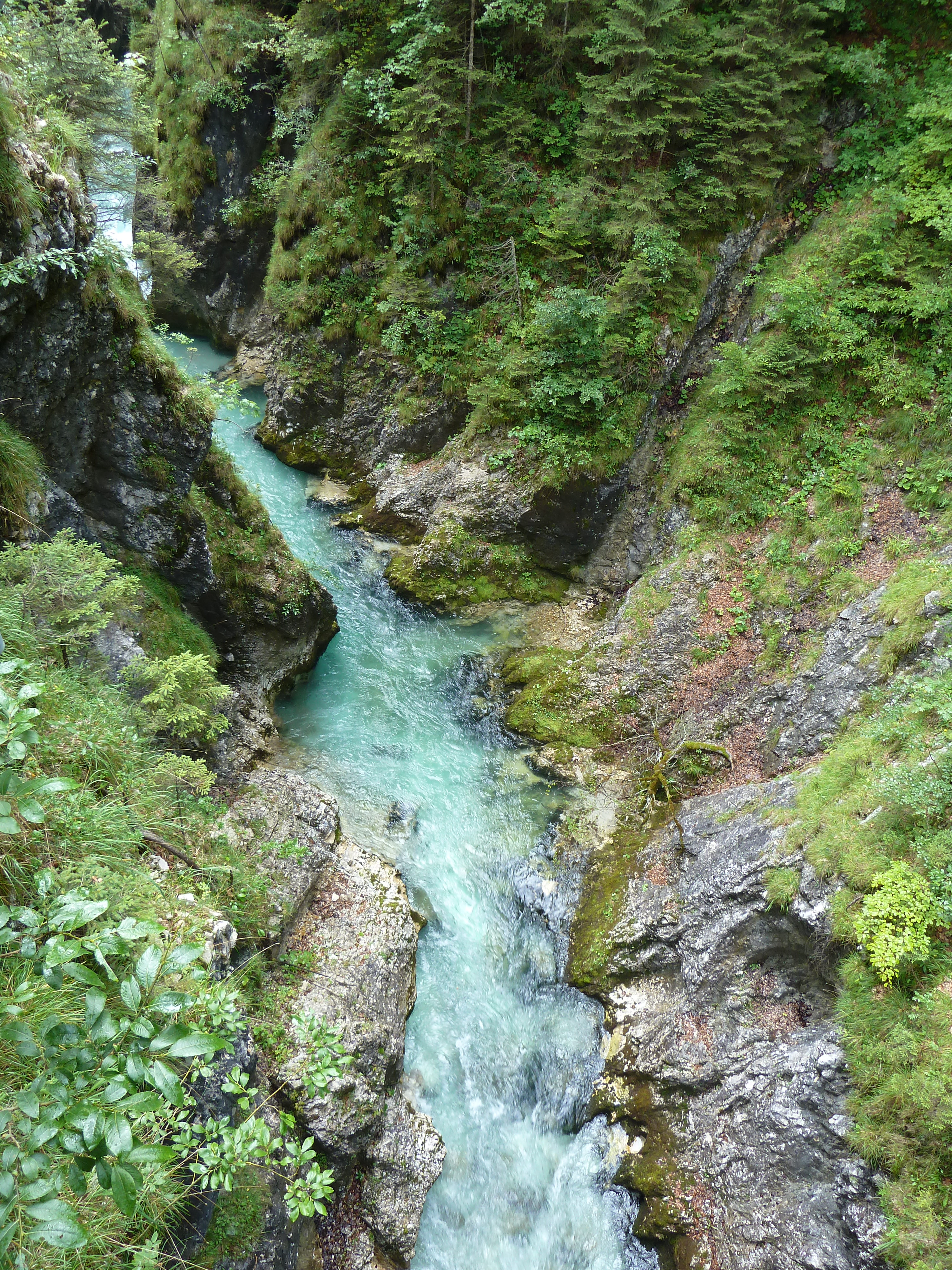
Поблизу входу до каньйону
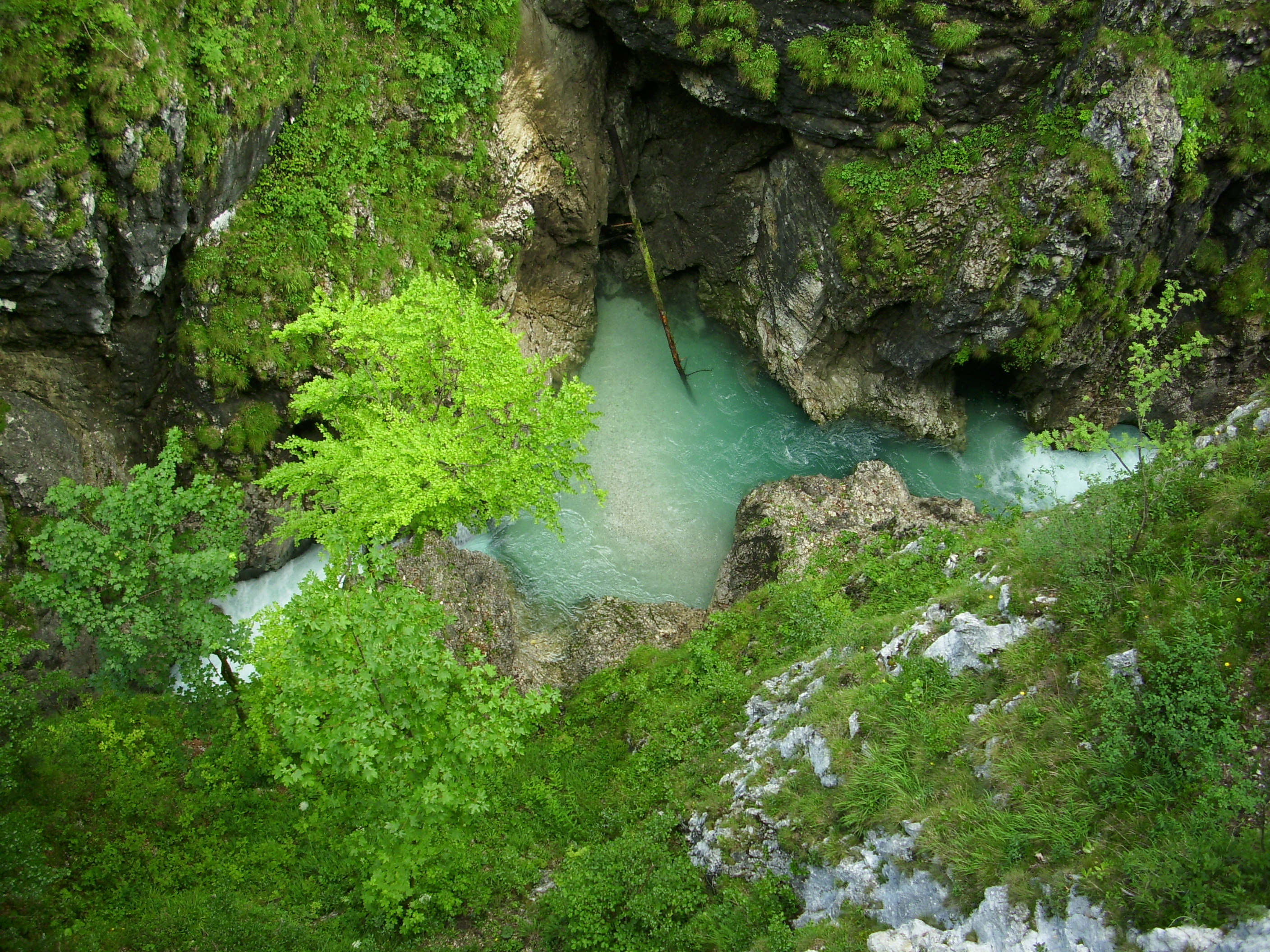
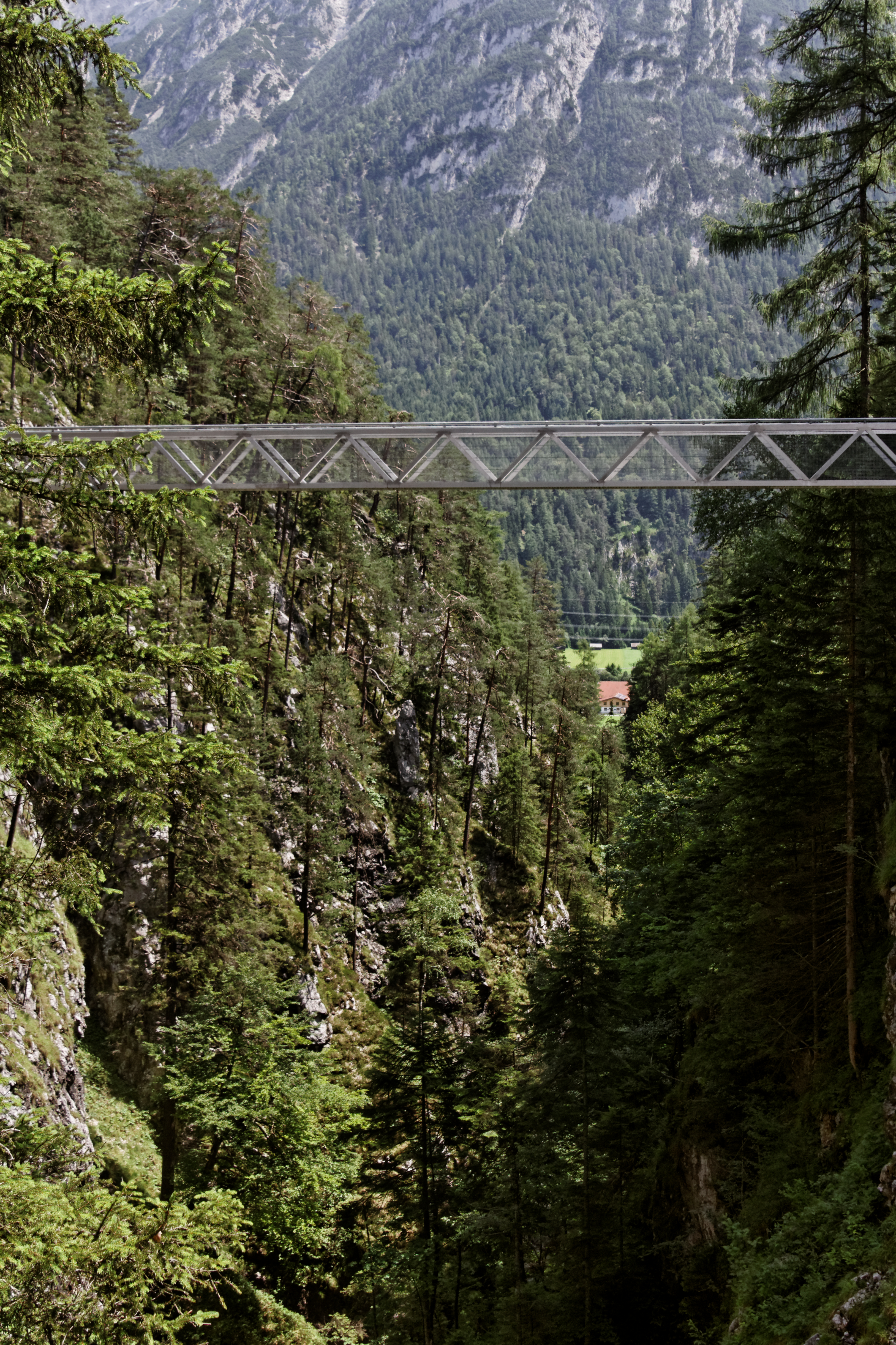
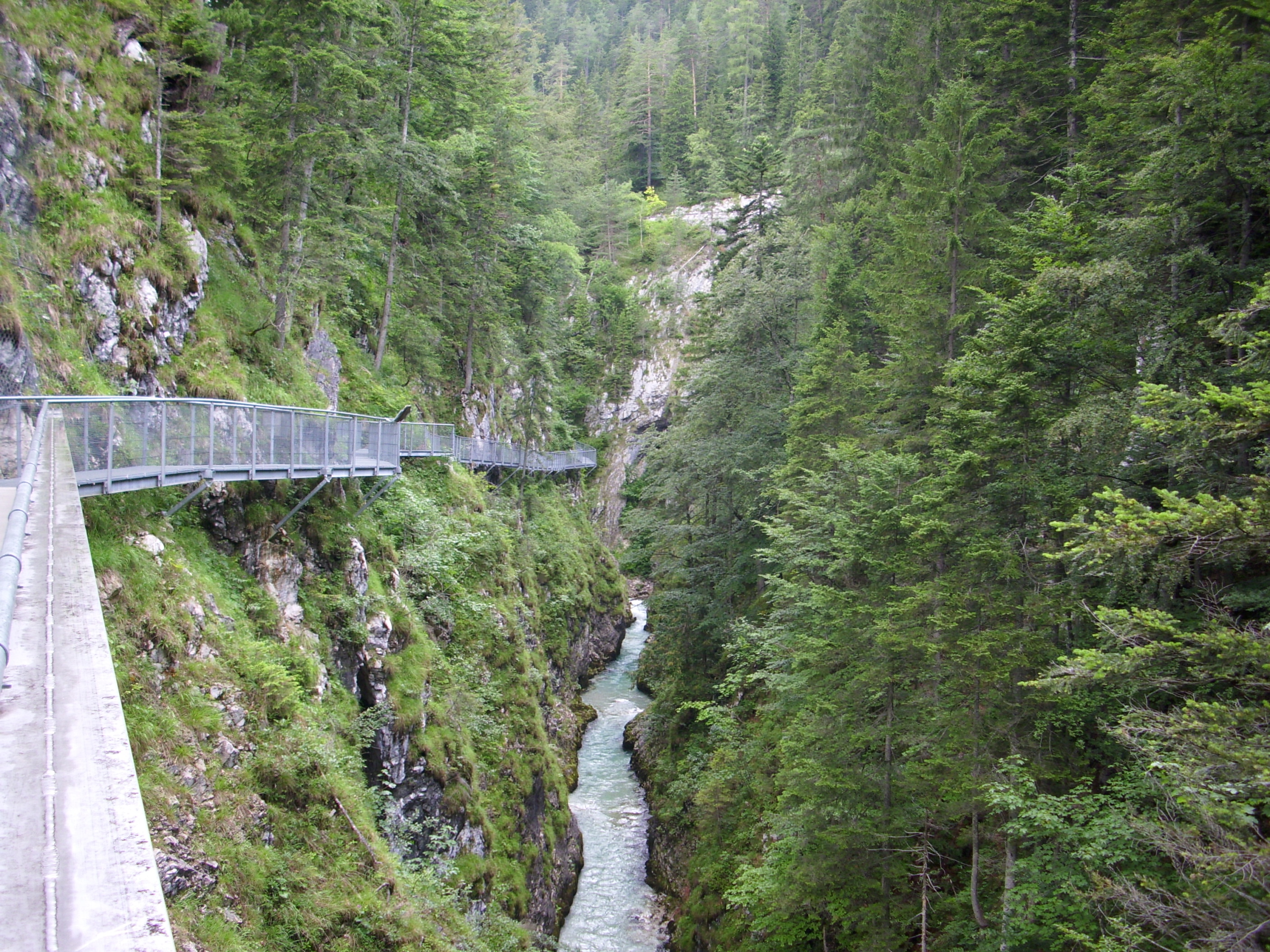
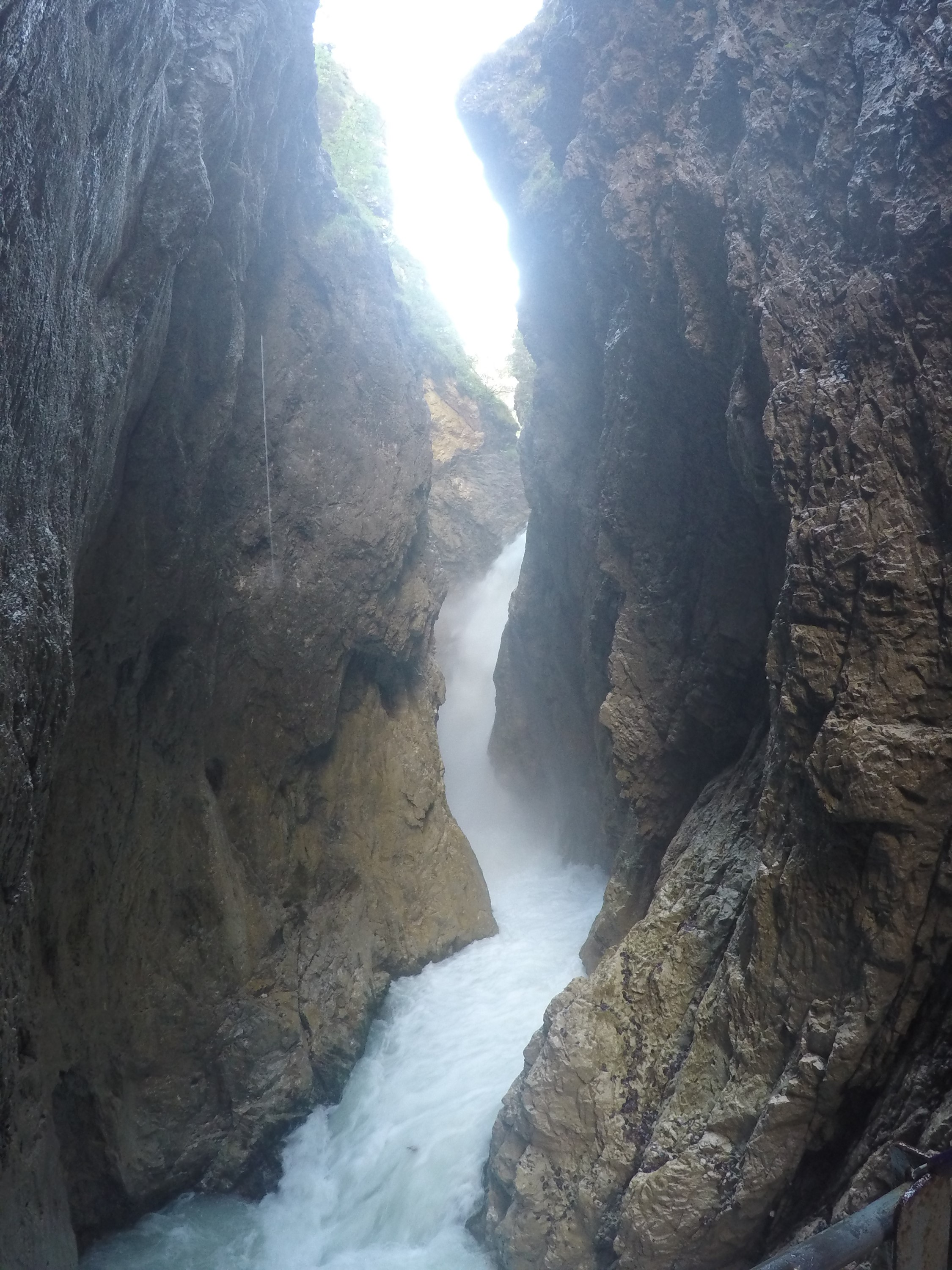
Водоспад в кінці каньйону

## Події
7 липня 2007 року кількасот кілограмів гірської породи над сталевою доріжкою раптово впали й частково зруйнували її. Ніхто не постраждав, але ущелину закрили на два тижні для ремонту.

## Едерканцель
Ресторан «Едерканцель» (1184 м.н.м.) на гірському хребті на захід від каньйону Лойташ і над ним — це географічна та політична цікавість.. Зала та туалети ресторану розташовані у Німеччині, а тераса ресторану — на території Австрії. Офіційний прикордонний камінь, який позначає кордон між двома країнами, розташований біля дверей на терасу на зовнішній стіні будівлі. Однак напої та їжа, що подаються на терасі, продаються відповідно до податкових норм Німеччини за домовленістю між двома фінансовими департаментами регіонів Гарміш-Партенкірхен (Німеччина) та Інсбрук (Австрія).

## Інші каньйони поруч
Іншими помітними ущелинами у районі Гарміш-Партенкірхен є каньйон Партнах поблизу Цугшпітце та каньйон Хелленталь біля Грайнау — Хаммерсбаха.